# Санту-Амару (Велаш)
Санту-Амару (порт. Santo Amaro) — район (фрегезия) в Португалии, входит в округ Азорские острова. Расположен на острове Сан-Жорже. Является составной частью муниципалитета Велаш. Население составляет 902 человека на 2001 год. Занимает площадь 21,23 км².